# Baia (Bacoli)
Baia (l'antica Baiae) è una frazione di Bacoli, comune della città metropolitana di Napoli e parte dei Campi Flegrei.
Il suo golfo, racchiuso tra i rilievi di punta Lanterna a sud (su cui è posto il castello Aragonese) e punta Epitaffio a nord, non è altro che un antico cratere vulcanico, risalente a circa 8.400 anni fa e conservatosi solo per metà, essendo la sua parte ad oriente sprofondata o del tutto erosa dal mare.
Centro campano sede del più grande impianto della regione per la depurazione di molluschi, la fama di Baia è legata soprattutto alla presenza di resti archeologici di notevole valore storico ed artistico.
Secondo la leggenda, il suo nome deriva da Bajos, il nocchiere di Ulisse, che qui fu sepolto; ma, leggende a parte, il nome latino Baiae è un evidente ipocoristico di Balineae (‘bagni pubblici’). Come racconta nella sua Historia sicula Bartolomeo di Neocastro, cronachista messinese vissuto nella seconda metà del Duecento e le cui antiche fonti sembrano ormai in parte perdute, il primo nome della città, quello greco, fu Philopolis perché città consacrata alla dea Venere. Fu allora evolutissima, ricca di studi, di arti di ogni genere e di edifici anche sontuosi, finché un giorno iniziò un violento bradisismo e il mare venne a coprire completamente la pianura in cui sorgeva la maggior parte della città; si salvò solo la ristretta parte collinare, in particolare quella che si chiamava Peciola (cap. CXIV) - nome probabilmente dovuto ad una produzione di pece navale che vi si esercitava - e che oggi corrisponde alle terre retrostanti la masseria Coppola; infatti i vecchi contadini che vivono in quella zona ricordano che, ancora quando essi erano bambini,  quel posto era chiamato ‘a Piola. In epoca romana, come testimoniato dalle ricche ville, fu luogo di riposo e di villeggiatura frequentato da patrizi romani. La località era infatti famosa per le sue calde acque termali, ricercate per lusso e per la cura delle malattie.

## Il complesso archeologico

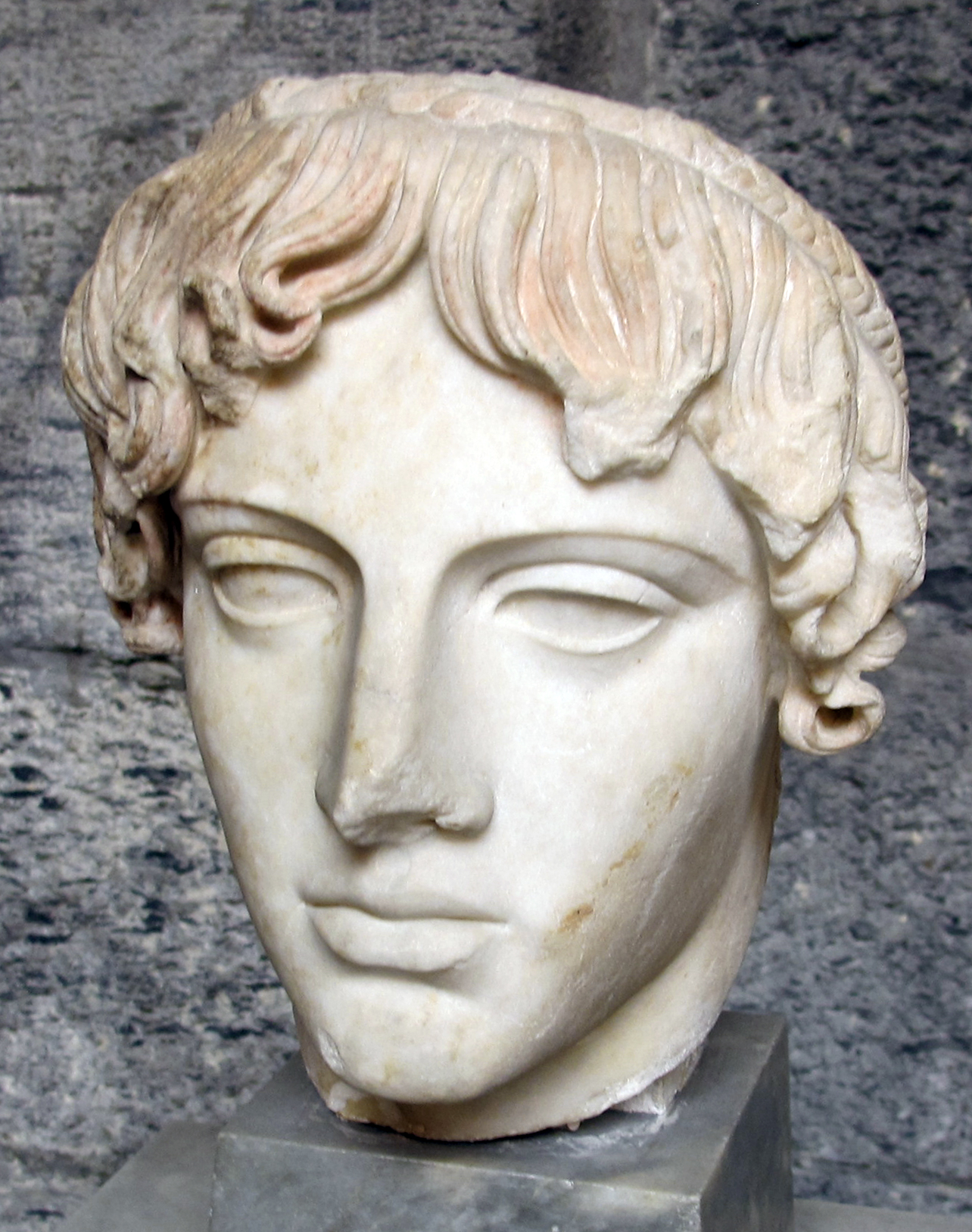
Testa di Apollo dell'Omphalos, di Calamide, da Baia. Museo archeologico di Napoli

Dalla fine dell'età repubblicana Baia è stato uno dei luoghi di villeggiatura più alla moda per gli aristocratici romani. Qui sorsero ricche ville di cui restano numerose vestigia; tuttavia parte del complesso archeologico rimane sotto il livello del mare, sprofondato a causa di fenomeni bradisismici.
Completamente sommerso dalle acque è infatti il ninfeo dell'imperatore Claudio, le cui opere scultoree sono state però trasferite nel museo archeologico dei Campi Flegrei allestito nel castello Aragonese.
Tra gli altri resti significativi sono da segnalare alcune strutture voltate a cupola come il grande tempio di Diana, il tempio di Mercurio e quello di Venere.

## Il castello Aragonese
Su un promontorio a strapiombo sul mare, presso l'abitato, sorge l'imponente castello Aragonese, costruito nel 1495, forse sulle rovine del palazzo imperiale romano.
Il nucleo originale aragonese fu oggetto di un profondo rifacimento negli anni 1535-1550, durante la stagione di rinnovamento urbanistico e difensivo promossa dal viceré spagnolo Pedro Álvarez de Toledo y Zúñiga. Oggi, un grande stemma marmoreo della famiglia reale dei Borbone sovrasta il caratteristico ingresso ad arco del castello stesso, memore della passata dinastia meridionale.
Il castello tuttora ospita numerosi reperti di epoca romana rinvenuti nel mare circostante.

## Il museo archeologico

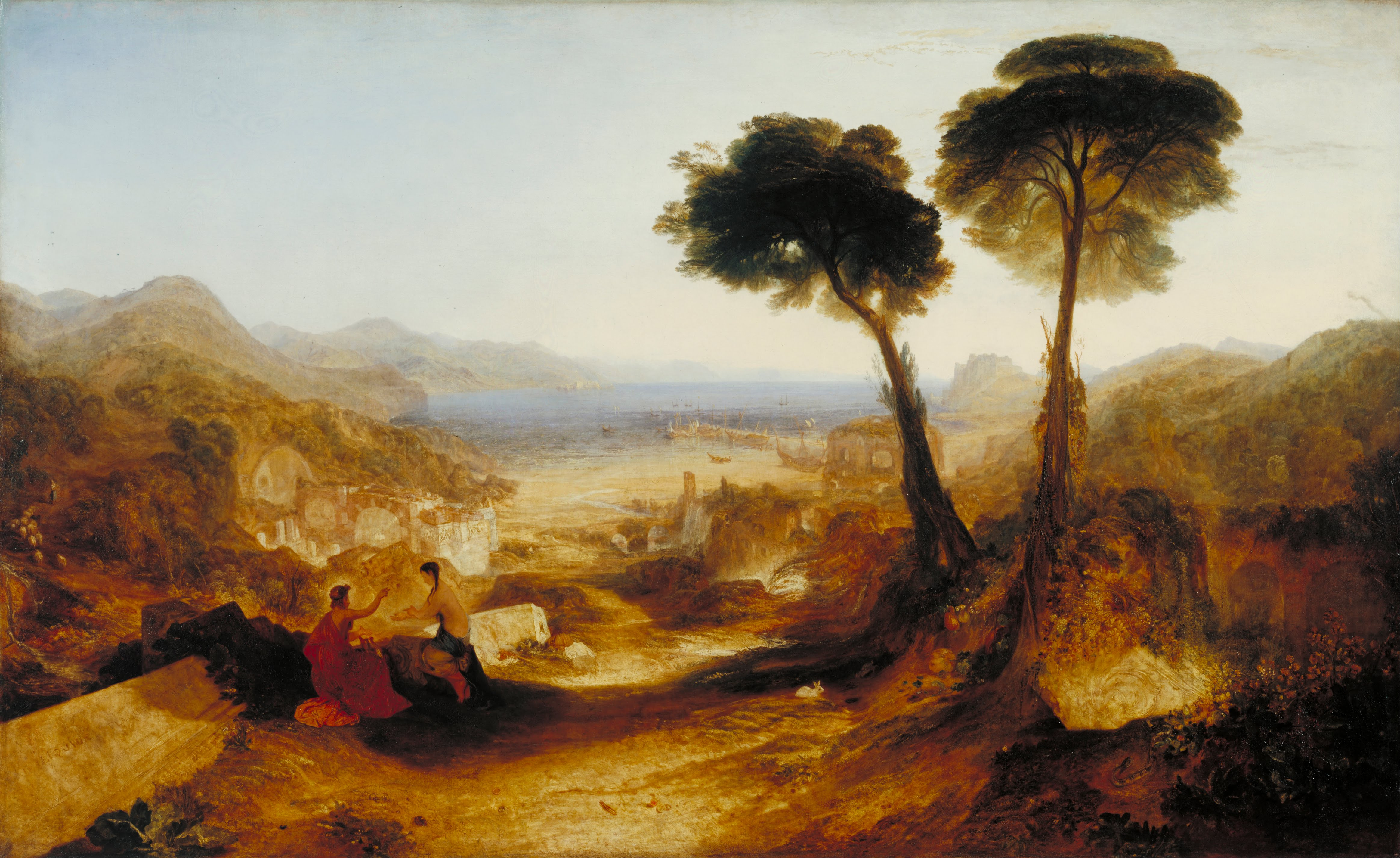
Baia in un quadro di William Turner (1823)

All'interno del castello è ospitato il museo archeologico dei Campi Flegrei, che espone alcune delle copie romane rinvenute in loco.
All'interno è visibile inoltre la ricostruzione del ninfeo rinvenuto nelle acque di punta Epitaffio con la raffigurazione dell'episodio omerico di Ulisse che, aiutato da un compagno (da identificare probabilmente con Bajos), porge il vino al Ciclope.